# Deposizione di Cristo (Baglione)
La Deposizione di Cristo (o anche Sepoltura di Cristo) è un dipinto (280×175 cm) a olio su tela di Giovanni Baglione, datato 1608 e conservato nella quadreria del Pio Monte della Misericordia a Napoli.

## Storia
La tela fu commissionata dai governatori del Pio Monte della Misericordia a Napoli per adornare il secondo da sinistra dei sei altari laterali della chiesa, sui quali erano collocate altrettanti dipinti, più una settima sulla controfacciata, riprendenti ciascuno di loro un singolo tema tratto dalle opere di misericordia corporali (dare da bere agli assetati, dare da mangiare gli affamati, vestire gli ignudi, visitare i carcerati, seppellire i morti, ospitare i pellegrini e curare gli infermi), mentre in quello maggiore era presente la grande tela del Caravaggio raffigurante tutte e sette le opere corporali insieme.
La pala del Baglione avrebbe quindi dovuto rappresentare l'atto misericordioso di seppellire i morti. Il pagamento del dipinto è di settembre del 1608, collocando cronologicamente l'opera al terzo posto nella articolata macchina decorativa che era stata prevista per la chiesa, quando negli altari della medesima era presente solo l'opera principale, cioè quella del Caravaggio, compiuta un anno prima (1607), mentre quella del Buon samaritano compiuta da Giovanni Vincenzo da Forlì era stata pagata a febbraio del 1608, quindi qualche mese prima del Baglione (anche se nulla esclude che la commessa al pittore romano preceda comunque quella del Forlì).
La Deposizione fu pagata 196 ducati (equivalenti a 120 scudi romani) dal padre Agostino Caracciolo. Il Baglione non raggiunse mai la città di Napoli per la realizzazione dell'opera, quindi la pala fu compiuta a Roma e solo successivamente spedita nel capoluogo partenopeo. Nulla si sa sulla commessa dell'opera, né sulla figura che abbia assunto un ruolo di intermediazione tra il pittore, che viveva stabilmente attivo a Roma, e il Pio Monte. La figura che con più probabilità può aver giocato un ruolo attivo in tal senso può essere rintracciata solo nel marchese Giovan Battista Manso, personalità colta e illuminata che verosimilmente si celava già dietro alla commessa del Caravaggio.
Una volta giunta in loco, la tela si dimostrò non appagare pienamente i gusti dei governatori del Pio Monte, ancorché lo stile pittorico adottato seppur si palesò certamente in linea col movimento caravaggista, già consolidato e "abituale" a Napoli, celava comunque nella composizione cromatica anche un "retropensiero" tardo manierista. Questo sentimento di insoddisfazione perdurò fino ai lavori di rifacimento dell'intero complesso, avvenuti nel 1658, in occasione dei quali fu commissionata a Luca Giordano una tela a medesimo soggetto (che verrà completata nel 1671) in sostituzione di quella del Baglione, che di contro sarà portata nelle sale dell'edificio religioso, dove poi si costituirà la Quadreria del Pio Monte della Misericordia.
Dopo un lavoro di restauro del 1989 è ritornata leggibile la data si realizzazione scritta sulla tela. Una replica autografa datata 1616 è invece nella Bob Jones University Museum and Gallery di Greenville, negli Stati Uniti.
Seppur la tela non fu apprezzata dalla committenza e sostituita con una successiva di Luca Giordano, l'opera del Baglione rappresenta comunque uno dei momenti più alti della sua attività, nonché uno dei suoi maggiori capolavori compiuti fuori Roma.